# Mario Conde
Mario Antonio Conde Conde (Tui, Galícia, 14 de setembre de 1948) és un financer i advocat espanyol. Va tenir gran rellevància social a Espanya en els anys 1980 i 1990 per ser el president de Banesto als 39 anys.

## Biografia
Fill d'un inspector de duanes i casat amb Lourdes Arroyo, que va morir als 52 anys el dia 13 d'octubre de 2007, van tenir dos fills: Mario i Alejandra i 2 nets fins al moment.
Va estudiar Dret a la Universitat de Deusto on va destacar per la seva brillantor i capacitat d'estudi. Es va fer famós per vendre els seus apunts i per les seves interpretacions contradictòries del dret. Amb 24 anys va aconseguir ser el primer de la promoció en les oposicions per Advocat de l'Estat, obtenint a més la millor nota de la història d'aquest cos.
El 1977 es va incorporar al grup farmacèutic Abelló, que formava part de l'empresa Antibióticos S.A.. Va aconseguir vendre el laboratori Abelló a la multinacional Merck Sharp and Dohme per 2.700 milions de les antigues pessetes. La comissió rebuda per aquesta venda li va permetre fer una nova operació el 1984: comprar uns 23 per 100 del capital social d'Antibióticos S.A., al mateix temps de la sortida dels germans Fernández López. El 1985, juntament amb el seu soci Juan Abelló, que posseïa una mica menys del 50% de l'empresa i amb Jaime i Emilio Botín, que van subscriure la compra d'un altre 23%, va aconseguir el control d'Antibióticos S.A. El 1987 va ser el protagonista de l'operació econòmica més important realitzada a Espanya fins al moment, venent conjuntament amb el financer Juan Abelló l'empresa Antibióticos S.A. a la multinacional italiana Montedison per 58.000 milions de pessetes.
Amb aquests diners, tots dos van prendre una important part del capital de Banesto, on són nomenats vicepresidents de l'entitat. En aquest moment el Banc de Bilbao, realitza la primera oferta pública d'adquisició (OPA) que es coneix a Espanya. Mario Conde aconsegueix convèncer el Consell i rebutjar la OPA hostil del Banc de Bilbao. És nomenat president de l'entitat el 1987 com successor de Pablo Garnica. D'aquesta manera s'enfila al cim del poder financer a Espanya amb tan sols 39 anys. Quan va assumir el càrrec, el banc tenia un forat proper als 100.000 milions de pessetes. El 1989, els prop de 300.000 accionistes de Banesto van obtenir dividends. Posteriorment, va intentar una fusió amb el Banc Central, llavors presidit per Alfonso Escámez, que va resultar fallida.
En aquesta època, la seva popularitat va arribar a cotes inimaginables i va obtenir tota mena de reconeixements com el de la Universitat Complutense, que el va nomenar doctor honoris causa en un acte presidit pel Rei i totes les màximes autoritats d'Espanya. Va aconseguir gran transcendència social i convertir-se als anys 1980-90 en símbol d'èxit i ídol per a generacions d'espanyols.
Els problemes van sorgir el 1993, quan es parlava ja de la mala situació de l'entitat. El 28 de desembre de 1993, el Banc d'Espanya, sota el govern de Luis Angel Rojo, va intervenir per un forat patrimonial en Banesto al voltant de 450.000 milions de pessetes i va destituir-lo com a president. A partir de 1994, Mario Conde va haver de fer front a diversos processos. El març de 1997 és condemnat a sis anys de presó per apropiació indeguda de 600 milions de pessetes i per falsedat en document mercantil. És la sentència del judici Argentia-Trust, empresa domiciliada a Suïssa, que va ser reduïda a una mica més de quatre anys.
El 31 de març de 2001 l'Audiència Nacional dicta sentència contra Conde i el condemna a 14 anys pels delictes d'estafa i apropiació indeguda i l'obliga a tornar 7.200 milions de pessetes a Banesto. Les defenses recorren al Suprem, i Conde evita la presó amb una fiança de 500 milions de pessetes. Va ser condemnat pel Tribunal Suprem a pena de presó, que va complir a la Presó d'Alcalá Meco en gaudir del tercer grau que li permetia anar dormir al Centre Victoria Kent.
El 2000 va realitzar una aventura política. Conde va ser elegit candidat de Centre Democràtic i Social amb el suport del 81% dels compromissaris assistents a l'Assemblea Nacional -58 vots va tenir a favor, 12 en contra i un en blanc. Es va presentar a les eleccions generals del 2000 sota les sigles del CDS i aconseguir 12.000 vots. L'any 2011 funda el seu propi partit, Sociedad Civil y Democracia, formació que abandona dos anys més tard després de fracassat a les eleccions al Parlament de Galícia de 2012.
Participa en la tertúlia política del programa de televisió El gato al agua, d'Intereconomía TV.

## Espiritualitat
Els anys a la presó li van servir per aprofundir en la vida espiritual de tota mena de calats. Resultat d'això van ser els llibres "La palabra y el Tao" i "Cosas del Camino". També és conegut per haver estat membre de la Masoneria.

## Editor
Després de passar per Banesto va fundar una revista anomenada "MC".
Sempre interessat en el món editorial, va fundar l'any 2006, al costat de l'antropòleg i amic Javier León, l'Editorial Sèneca, amb la tasca d'ajudar a joves escriptors novells a editar les seves obres. Seguint les seves aficions sobre el món de l'esperit, el 2008 va fundar un nou segell: Editorial Nous. Més tard, es van unir al projecte els seus amics Luis Valls Muls i Cèsar de la Mora, creant un tercer segell editorial: Editorial Welton.
El 2009 aconsegueix una coedició entre l'editorial MR (Grupo Planeta) i el seu segell Editorial Sèneca gràcies al seu llibre "Memòries d'un pres".
El 2012 ha publicat la reedició del seu llibre El sistema.

## Llibres
Ha publicat, entre d'altres: 
- El sistema: Mi experiència del poder. Editorial Espasa Calpe. 1994. ISBN 8423977188
- Derecho Penitenciario vivido. Editorial Comares. 2006. ISBN 8498360676.
- La Palabra y el Tao. Editorial Nous. 2008. ISBN 978-84-936029-1-8
- Cosas del camino. Editorial Nous. 2009. ISBN 978-84-936029-9-4
- Memorias de un preso. 2009. Coedició de Martínez Roca (Grup Planeta) i Editorial Sèneca. ISBN 9788427035669